# Стюарт, Роберт Прескотт
Роберт Прескотт Стюарт (англ. Robert Prescott Stewart; 16 декабря 1825, Дублин) — 24 марта 1894, Дублин) — ирландский композитор, органист и музыкальный педагог.
В детстве пел в хоре дублинской Церкви Христа, в 1844 г. в 19-летнем возрасте стал её органистом. В 1846 г. возглавил хор Дублинского университета, в 1851 году защитил диссертацию доктора музыки. С 1852 г. — органист Собора Святого Патрика.
С 1862 года — профессор музыки Тринити Колледжа; среди его учеников, в частности, Чарлз Вильерс Стэнфорд и Энни Уилсон Паттерсон. Руководил различными хоровыми коллективами; организовал и провёл в качестве дирижёра первые в Ирландии исполнения Реквиема Верди (1876) и Страстей по Иоанну Баха (1878). В 1873 г. возведён в рыцарское достоинство. Автор кантат, органной и вокальной музыки.